# Mendexa
Mendexa en basque ou Mendeja en espagnol est une commune de Biscaye dans la communauté autonome du Pays basque en Espagne.
Le nom officiel de la ville est Medexa.

## Toponymie
À l'époque médiévale, temps d'Alphonse le Chaste qui règne depuis l'an 795 jusqu'en 843, se sont installées sur ces terres les lignées des Licona et des Mendexa (la grand-mère maternelle d'Ignace de Loyola appartenait à la première d'entre elles).
Bien que, les origines de Mendexa aient été probablement liées à un certain patrimoine féodal de Lekeitio. Dans le bas Moyen Âge, Mendexa se forme comme église dépendante de Lekeitio. En 1545, après des luttes dures avec la mairie et le Conceil de Lekeitio, Mendexa dispose de propre paroisse, apparaissant de ce démembrement ecclésiastique l'elizate de Mendexa comme unité territoriale indépendante, répartie entre le petit noyau de Zelaia et les quartiers Iturreta, Leagi et de Likoa.

## Géographie

### Quartiers
Les quartiers sont Iturreta, Leagi, Likoa et Zelaia.

## Patrimoine

### Les fermes
La ferme, a dans l'architecture rurale de Mendexa, montrant comme un élément d'intérêt tant historique qu'ethnographique. Dans le quartier de Likona, on trouve la ferme du même nom, la plus ancienne de la commune, de débuts du XVIe siècle. Cela a été le lot originaire de la lignée à laquelle appartenait la grand-mère de Saint Ignace de Loyola. Bien qu'elle ait subie plusieurs restaurations, elle conserve des éléments de son passé. La façade avant échantillon deux fenêtres ogivales aveuglées et sur un côté, au-dessus d'une ancienne porte avec arc d'un demi-point, on peut apprécier le blason d'armes des Likona : la croix et deux étoiles.
Dans cette ferme, on trouve le Likona Adekoa, construit avec une structure de chêne, entre les XVIe et XVIIe siècles.
Dans le quartier de Leagi, il est à noter la ferme Leagi Basterrechea, connu comme Gasparrena. Construite au XVIIIe siècle, il dispose grand soportal d'arc en pierre de taille. d'autres fermes qui ressortent dans le quartier sont celles de Leagi Etxebarria et Algorta.

### Les tours
La Torre de Leagi (tour de Leagi), située dans le quartier éponyme, est un palais baroque superbe du XVIIIe siècle, bien que ses origines remontent à celles de la maison-tour du XVIe siècle. Bâtiment en pierre de taille et "manposteria" avec couverture a quatre pentes. Sur la porte principale le blason d'armes de la famille Leagi.

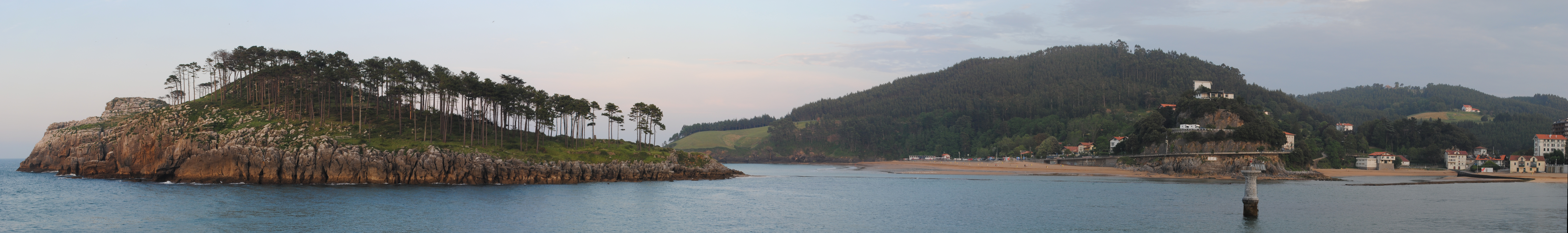

### Sources
- (es) Cet article est partiellement ou en totalité issu de l’article de Wikipédia en espagnol intitulé « Mendeja » (voir la liste des auteurs).